# Kuusisaari
Kuusisaari (svédül: Granö) Helsinki városrésze Munkkiniemi kerületben, egyben egyik szigete. Itt helyezkedik el Magyarország helsinki nagykövetsége, amelynek épülete 1972-ben nyílt meg. Emellett itt található Németország, Bulgária, és Indonézia nagykövetsége, valamint ebben a városrészben van a Didrichsen Művészeti Múzeum és a Villa Gyllenberg  múzeum is. Itt a legnagyobb az egy főre eső jövedelem Helsinkiben. Lakossága 2019-ben 524 fő volt. A városrész 83,4 %-a finn, míg 11,1%-a svéd anyanyelvű. Területe 40 hektár.

## Külső hivatkozások
- Papp Rezső: A négy évtizedes váci Kalevala: Útiélmények. Pest Megyei Hírlap, XXII. évf. 122. sz. (1978. máj. 26.) 7. o.
- A Didrichsen Múzeum honlapja (finnül) (angolul)
- Attractiveness of Different Districts in Helsinki: Segregation in Terms of Poor Financial and Educational Status of the Residents (angolul)